# Reiner Rohlje
Reiner Rohlje (* 11. April 1960) ist ein deutscher Unternehmer und war stellvertretender Vorsitzender der Partei Allianz für Fortschritt und Aufbruch (ALFA), jetzt Wir Bürger.

## Leben
Reiner Rohlje ist der Sohn des Unternehmers und Ex- und Ehrenpräsidenten des Bundesverbandes Metall (BVM) Wilfried Fritz Johan Rohlje (* 17. März 1933). Reiner Rohlje besuchte von 1969 bis 1975 das Gymnasium der Stadt Lennestadt, das er nach der Mittleren Reife verließ, um eine Lehre zum Werkzeugmacher im Unternehmen seines Vaters zu machen. 1985 wurde er Werkzeugmeister und Teilhaber des mittelständischen Familienunternehmens, einer GmbH, die 1971 vom Vater in Kirchhundem gegründet worden war.
Reiner Rohlje übernahm in den 2000er Jahren die Leitung jenes mehrfach ausgezeichneten Werkzeugbauers WIRO Präzisions-Werkzeugbau GmbH & Co. KG in Olpe-Saßmicke, das unter anderem 2006 und 2008 den Wettbewerb „Excellence in Production“ in mehreren Kategorien gewann, der federführend vom Werkzeugmaschinenlabor WZL der RWTH Aachen und dem Fraunhofer-Institut für Produktionstechnologie veranstaltet wird. Die Firma hat heute mehr als 45 Mitarbeiter und erwirtschaftet mehr als 10 Millionen Euro Umsatz im Jahr. (Stand 2015) WIRO ist international tätig; rund 90 % der Aufträge kommen aus dem Ausland, mehr als 80 % aus dem nichteuropäischen Teil. Unter Rohljes Führung entstanden unter anderem ein Tochterunternehmen in Thüringen und 2003 eine Unternehmensbeteiligung in Indien.
Über ein Jahrzehnt gehörte Rohlje der Tarifkommission für die Metall- und Elektroindustrie NRW an.
Er ist verheiratet und Vater von fünf Kindern. Er lebt in Olpe im Sauerland.

## Politik
Rohlje war lange Jahre passives Mitglied der CDU. 2013 trat er in die AfD ein. Er war dort stellvertretender Vorsitzender bzw. Vorsitzender des Kreisverbandes Olpe. Bei der Bundestagswahl 2013 holte die AfD in seinem Wahlkreis 6 Prozent der Stimmen. Im August 2013 wurde Rohlje als Beisitzer, im Oktober 2014 in einer Stichwahl als stellvertretender Vorsitzender in den Landesvorstand der AfD Nordrhein-Westfalen gewählt. Im Mai 2015 legte er sein Amt aufgrund innerparteilicher Querelen um den Landessprecher Marcus Pretzell nieder. Zuvor, im Januar 2015, war er Mitgründer das Mittelstandsforums der AfD gewesen. Severin Weiland bezeichnete den mittelständischen Unternehmer und Gründer dieses Forums im Mai 2015 im Spiegel online als „Aushängeschild“ der Partei.
In dem sich 2015 zuspitzenden monatelangen Machtkampf zwischen Frauke Petry und Bernd Lucke um den Parteivorsitz der AfD stellte sich Rohlje auf die Seite von Lucke. Er war beteiligt an der Gründung des Vereins Weckruf 2015 des eher „liberal-konservativ“ bzw. wirtschaftsliberal orientierten AfD-Flügels. Nach dem Bundesparteitag in Essen, bei dem er ursprünglich auf Wunsch Luckes für den Bundesvorstand kandidieren wollte, trat er aus der AfD aus und gründete wenig später in Kassel die Partei ALFA mit, in deren Vorstand er als stellvertretender Vorsitzender gewählt wurde.

## Tischtennis
Rohlje ist passionierter Tischtennisspieler und spielt zurzeit beim TTC Schwalbe Bergneustadt. Bei den Deutschen Mannschaftsmeisterschaften der Senioren (Herren 50) im Tischtennis erreichte er im Team mit Sandor Jankovic (früher bei Borussia Düsseldorf), Manfred Nieswand und Andreas Grothe 2014 den ersten Platz.